# Кузьо Ганна-Олена Григорівна
Ганна-Олена Григорівна Кузьо (нар. 1 січня 1942, село Стратин, тепер Рогатинського району Івано-Франківської області) — українська радянська діячка, машиніст загортальних машин Львівського виробничого об'єднання кондитерської промисловості «Світоч». Депутат Верховної Ради УРСР 11-го скликання.

## Біографія
Народилася в родині Григорія Паснака.
Освіта середня. Закінчила середню школу в Рогатинському районі Івано-Франківської області та Львівське професійно-технічне училище № 8.
У 1960—1969 роках — токар-револьверник Львівського заводу автонавантажувачів.
У 1969—1970 роках — відливник майолікових виробів Львівського заводу м'якої покрівлі.
З 1970 року — машиніст загортальних машин цукерково-шоколадного цеху Львівського виробничого об'єднання кондитерської промисловості «Світоч».
Потім — на пенсії в місті Львові.

## Нагороди
- ордени
- медалі